# Kanton Sankt Goar
Der Kanton Sankt Goar (franz.: Canton de Saint Goar) war einer von zehn Verwaltungseinheiten, in die sich das Arrondissement Simmern im Rhein-Mosel-Departement gliederte. Der Kanton war in den Jahren 1798 bis 1814 Teil der Ersten Französischen Republik (1798–1804) und des Ersten Französischen Kaiserreichs (1804–1814).
Vor der Annexion des Linken Rheinufers im Ersten Koalitionskrieg gehörte der Verwaltungsbezirk des Kantons Sankt Goar hauptsächlich zum linksrheinischen Teil der Niedergrafschaft Katzenelnbogen, die zuletzt zu Hessen-Rotenburg gehörte. Daneben gehörten einzelne Gemeinden des Kantons vorher landesherrlich zu Kurtrier, zur Kurpfalz und den Grafen von Metternich.
Im Jahre 1814 wurde das Rhein-Mosel-Departement und damit auch der Kanton Sankt Goar vorübergehend Teil des Generalgouvernements Mittelrhein und kam 1815 aufgrund der auf dem Wiener Kongress getroffenen Vereinbarungen zum Königreich Preußen. Unter der preußischen Verwaltung ging der Kanton Sankt Goar im 1816 neu gebildeten Kreis St. Goar im Regierungsbezirk Koblenz auf.

## Verwaltungsgliederung
Der Kanton Sankt Goar gliederte sich in 22 Gemeinden mit 45 Ortschaften, die von zwei Mairies verwaltet wurden. Im Jahr 1808 lebten im Kanton insgesamt 4790 Einwohner.

### Mairie Sankt Goar
Zur Mairie Sankt Goar gehörten neun Gemeinden mit insgesamt 2928 Einwohnern; Bürgermeister: Reis. 
Gemeinden:
- Sankt Goar
- Badenhard
- Biebernheim, seit 1969 Stadtteil von Sankt Goar
- Birkheim
- Holzfeld, seit 1975 Stadtteil von Boppard
- Niederburg
- Urbar
- Utzenhain
- Werlau, seit 1969 Stadtteil von Sankt Goar

### Mairie Pfalzfeld
Zur Mairie Pfalzfeld gehörten 13 Gemeinden mit insgesamt 1862 Einwohnern; Bürgermeister: Wachter (1808); nach einer anderen Quelle: Denys. 
Gemeinden:
- Pfalzfeld
- Dörth (Dört)
- Hausbay
- Hungenroth
- Karbach (Carbach)
- Laudert
- Leiningen
- Lingerhahn
- Maisborn (Meisborn)
- Mühlpfad
- Niedert
- Norath
- Thörlingen